# Gianni Basso
(Gianni Basso)
Gianni Basso (Asti, 24 maggio 1931 – Asti, 17 agosto 2009) è stato un sassofonista, compositore e bandleader italiano.

## Biografia
Nasce ad Asti ma trascorre parte della sua infanzia in Belgio, dove si trasferisce con la famiglia a causa del lavoro del padre. Qui inizia a studiare dapprima il clarinetto e poi il sax tenore  entrando  nel 1946, a soli quindici anni, nella big band belga di Raoul Faisant.
Nel 1950 è di nuovo in Italia e, accogliendo la sonorità del cool jazz di recente importazione statunitense (è il jazz di Baker e Mulligan), dà vita assieme al trombettista Oscar Valdambrini al "Basso-Valdambrini Quintet": con questa formazione (estesa fino a diventare un ottetto, a seconda delle esigenze) si esibisce in tutta Italia e all'estero, collaborando con molti dei grandi del jazz italiano come Dino Piana e Mario Pezzotta (trombone), Glauco Masetti e Attilio Donadio (sax), Gianni Cazzola (batteria) e Renato Sellani (pianoforte).
Dal 1956 al 1958 suonò anche in un'orchestra radiofonica diretta da Armando Trovajoli.
Negli stessi anni '50 fonda poi, sempre con Valdambrini, il "Sestetto Italiano" aggiungendo alla sezione fiati anche il sax contralto di Attilio Donadio. Questo splendido decennio per Basso vede anche le illustri collaborazioni con i maggiori artisti internazionali (Gerry Mulligan, Chet Baker ecc.) che lo portano ad essere conosciuto anche negli Stati Uniti.
A partire dagli anni '60 inizia a suonare alla pari con i grandi del jazz (Lee Konitz, Phil Woods, Art Farmer, Johnny Griffin, Zoot Sims, Buddy Colette) e ad essere uno dei maggiori e più richiesti session man a livello mondiale: fa parte di big band celeberrime quali la "Kenny Clarke/Francis Boland Big Band", la "Maynard Ferguson Big Band" e la "Thad Jones Big Band".
In seguito è richiesto da grandi artisti pop (come Mina, ad esempio) e con la sua grande capacità di didatta è il "mentore" di molti jazzisti attuali (Francesco Cafiso, Dado Moroni, Fabrizio Bosso, Flavio Boltro, Stefano Battaglia, Gino Comisso, ecc.).
Molte le collaborazioni illustri e la disponibilità ad aprire il suo jazz a linguaggi diversi, come testimoniato dal disco registrato con Life Chorus & Orchestra. In tale edizione è ascoltabile una versione della sua Miss Bo con coro e orchestra: ancora oggi questo esperimento resta un chiaro esempio di successo anche popolare, in cui il sax di Gianni Basso disegna assoli memorabili tra le note di standard jazz internazionali e inediti come Certe Piogge di Stefano Gotta. Nel 1979, in collaborazione con Franco D'Andrea, registra a Varsavia la cover del brano A Peck a Sec. di Hank Mobley per l'album del trombonista svedese Eje Thelin e l'americano Scott Hamilton .
Amato come musicista e stimatissimo come uomo, ancora nelle ultime edizioni dei vari Festival Jazz, gli amici musicisti di sempre, tra i quali il grande Dino Piana, gli hanno tributato sinceri omaggi in musica. È stato una colonna dell'Orchestra Ritmico Leggera della Rai di Milano per oltre 20 anni.
Scomparso a 78 anni, il suo funerale, nella collegiata di San Secondo ad Asti, è stato caratterizzato da una jam session effettuata dai musicisti della "Torino Jazz Orchestra".
Una biografia completa di Gianni Basso è stata edita da Fabiano Editore di Canelli (Asti). Il libro si intitola: Una vita con il sax scritto da Armando Brignolo che ha raccolto interviste, fotografie inedite e testimonianze.

## Discografia essenziale
- Chet Baker with Strings - 1953 - Chet Baker (Warner Bros.)
- Chet Baker in Milan -1959 - Chet Baker (Warner Bros.)
- Basso Valdambrini Quintet - 1959 - (Deja vù Records)
- Basso Valdambrini Quintet plus Dino Piana - 1960 - (Deja vù Records)
- Basso Valdambrini  - 1960 - (Verve)
- New Sound from Italy - 1960 - (Verve)
- Blues for Gassman - 1962 - Basso Valdambrini Quintet feat. Lars Gullin
- Ragazza Dalla Pelle Di Luna - 1970 - Piero Umiliani
- Hit - 1975 - Gianni Basso Jazz Quartet   (con Tullio De Piscopo)
- Lunet  - 1982 - (Splasc(h))
- Maestro + Maestro = Exciting Dip - 1983 - (Splasc(h))
- Mystery of Man - 1984 - Sarah Vaughan
- Miss Bo - 1985 - AT Big Band di Gianni Basso  (Esagono)
- Jazz a casa Brina - 1987 - AT Big Band di Gianni Basso (Esagono)
- Del Mio Meglio, Vol. 6 - 1993 - Mina
- Come Un Disco Jazz - 1994 - Life Chorus and Orchestra, arr. e direzione Enea Lenti - ("Miss Bo" versione con coro e archi - Gianni Basso & Stefano Gotta, )
- Live at Down Town  - 1994 - (Splasc(h))
- Incredible Chet Baker Plays and Sings - 1994 - Chet Baker
- Balkan Connection - 1996 - Dusko Goykovich
- Balkan Blue - 1996 - Dusko Goykovich
- Music of Jelly Roll Morton - 1996 - Klaus Lessmann Sextet
- Cosmit '96 - 1996 - Big Band di Gianni Basso (Cosmit)
- Summertime - 1997 - Big Band di Gianni Basso (Suono)
- Shiny Stockings - 1997 - Jenny Evans
- Sax & Rhythm sextet - 1999 - featuring  A.Queen (SAAR)
- Musica Elettronica, Vol. 1 - 2000 - Piero Umiliani
- A la France - 2000 - Gianni Basso Quartet (Philology)
- Live featuring Slide Hampton - 2000 - Big  Band di Gianni Basso  (Nuova Era)
- Gianni Basso Plays Ballads - 2001 - (Azzurra Music)